# (6360) 1978 UA7
(6360) 1978 UA7 es un asteroide perteneciente al cinturón de asteroides descubierto el 27 de octubre de 1978 por C. Michelle Olmstead desde el Observatorio del Monte Palomar, Estados Unidos.

## Designación y nombre
Designado provisionalmente como 1978 UL7.

## Características orbitales
(6360) 1978 UA7 está situado a una distancia media del Sol de 2,397 ua, pudiendo alejarse hasta 2,622 ua y acercarse hasta 2,172 ua. Su excentricidad es 0,094 y la inclinación orbital 7,610 grados. Emplea 1355,57 días en completar una órbita alrededor del Sol.

## Características físicas
La magnitud absoluta de (6360) 1978 UA7 es 13,37. Tiene 5,768 km de diámetro y su albedo se estima en 0,335. 